# ムーン・ザ・チャイルド
ムーン・ザ・チャイルドは、かつて存在した芸能事務所である。

## 沿革
- 1996年会社設立
- 2016年運営停止

## 過去の所属タレント
- 青木柊太
- 荒原美咲[1]
- 安藤聖[2]
- 五十嵐俊輝
- 市川理矩[3]
- 一谷啓悟[4]
- 井之上史織[5]
- 内田莉紗[6]
- 宇野綾菜[7]
- 大原崇史[8]
- 小笠原茉莉
- 小川光樹[9]
- 長内陽[10]
- 角池恵里菜[11]
- 郭智博[12]
- 加地千尋[13]
- 加藤あい[14]
- 加藤文音[15]
- 加藤ちえり[16]
- 倉沢桃子[17]
- 黒岩伶奈[18]
- 斉藤慶太
- 斉藤祥太
- 酒井若菜[19]
- 佐々木あい[20]
- 高崎愛梨[21]
- 高橋愛莉[22]
- 田中杏里[23]
- 田中総史[24]（別名：Soshi[25]、移籍後：久礼聡史）
- 多部未華子[26]
- 辻詩音[27]
- 筒井麻未[28]
- 成実こなつ[29]（移籍後：田中こなつ）
- 西恵利香[30]
- 沼田久美子[31]
- 野呂佳代[32]
- 畠山真莉愛[33]
- 原田史葉[34]
- 春乃美月
- 平野良[35]
- 廣田あいか[36]
- 藤岡静香[37]
- 藤崎剛[38]（別名：藤﨑剛[39]）
- 藤崎直[40]（別名：藤﨑直[39]）
- 藤田悠希[41]
- 堀田力也[42]
- 堀本昂弥[43]（別名：KOHYA[44]）
- 松田実里[45]
- 松林結梨乃[46]
- 峰のぞ美[47]
- 宮崎真汐[48]
- 薬丸翔[49]（別名：SHO[50]）
- 山本薫[51]（移籍後：山本かおり）
- 吉田里琴（復帰後：吉川愛）

- 若林瑠星[52]
- 渡辺彼野人[53]
- 渡辺尚子[54]
- 幸元しせら
- 本間理紗
- 中江里香
- 三田真央
- 為近あんな